# Kanton Voiron
Kanton Voiron (fr. Canton de Voiron) je francouzský kanton v departementu Isère v regionu Rhône-Alpes. Skládá se z 10 obcí.

## Obce kantonu
- La Buisse
- Chirens
- Coublevie
- Pommiers-la-Placette
- Saint-Aupre
- Saint-Étienne-de-Crosse
- Saint-Julien-de-Raz
- Saint-Nicolas-de-Macherin
- Voiron
- Voreppe